# Комаров, Михаил Анатольевич
Михаил Анатольевич Комаров (род. 13 июня 1966, Омск) — российский хоккейный тренер.

## Биография
Один дед был военным врачом, хирургом прошел всю Великую Отечественную войну, затем стал петь в опере.
Отец пел в новосибирском оперном театре, народный артист. Автор первой шайбы омского «Авангарда». Мастер спорта и по футболу и по хоккею. Заведовал кафедрой футбола и хоккея в Омском институте физического воспитания.
Мать занималась баскетболом. Преподавала в Сибирском государственном университете физической культуры и спорта
Михаил Комаров встал на коньки в четыре года, в шестом классе организовывал хоккейные турниры в школе. Записался в хоккейную секцию в 14 лет. Выпускник омского института физкультуры, окончил аспирантуру, Высшую школу тренеров Сибирского государственного университета физической культуры и спорта.
Начинал работать тренером в омской детской спортивной школе. В 1992 году с рядом воспитанников был приглашён в «Горняк» Райчихинск, где проработал шесть лет. Вернувшись в Омск, работал в школе «Авангарда», среди выпускников — Евгений Кетов. Главный тренер команды «Омские ястребы» в первом чемпионате МХЛ 2009/10.
Главный тренер команды МХЛ «Амурские тигры» (2010/11 — 14 ноября 2011). Тренер (22 ноября 2011—2012/13), главный тренер (2013/14, до 17 января), старший тренер (2013/14, с 17 января) команды ВХЛ «Ермак» Ангарск. Тренер вратарей (2014/15), тренер (2015—2017, 2019/20), главный тренер (2017/18), начальник команды (2014—2017) «Сахалин» (Азиатская хоккейная лига).
Главный тренер (2018/19), тренер (2022/23) в Югорском колледже-интернате олимпийского резерва. Главный тренер команды МХЛ «Сахалинские акулы» (2020/21, с 14 октября). Тренер команды ВХЛ АКМ (2021/22), и. о. главного тренера. С сезона 2023/24 — тренер команды МХЛ «Мамонты Югры».

### Семья
По состоянию на 2010 год — жена Елена, мастер спорта по художественной гимнастике, педагог. Сын Михаил[уточнить], дочь Мария.